# Ulina (herb szlachecki)

Herb Owada, z którym Ulina ostatecznie się utożsamił w XVI wieku

Ulina – polski herb szlachecki o nieznanych barwach, noszący zawołanie Ulina. W ciągu XV i XVI wieku utożsamił się całkowicie z podobnym herbem Owada.

## Opis herbu
Opis z wykorzystaniem klasycznych zasad blazonowania:
W polu majuskuła "M" z zaćwieczonym krzyżem łacińskim, barwy nieznane.

## Najwcześniejsze wzmianki
Herb znany w średniowieczu, po raz pierwszy wzmiankowany w 1388. Niewykluczone, że pierwszy etap kształtowania herbu obrazuje pieczęć z 1243 roku, Michała, kasztelana krakowskiego. Już w XV wieku herb zaczął być utożsamiany z herbem Owada, o czym świadczy zapiska z 1445 roku, nazywająca Uliną herb Owada. Herb nie zanikł jeszcze całkowicie w XVI wieku, znane są pieczęcie J. Ulińskiego i K. Ulińskiego z 1552, K. Ulińskiego z 1564, K. Soleckiego z 1528 i M. Pasikowskiego z 1540 przedstawiające podobny herb.

## Etymologia
Nazwa i zawołanie herbu mają pochodzenie topograficzne.

## Herbowni
Tadeusz Gajl wymienia następujące rody herbownych uprawnionych do posługiwania się tym herbem:
Huliński, Ilikowski, Jarocha, Jarosz, Karliński, Mleczny, Osowski, Ossowski, Uliński, Wyplar. 
Józef Szymański dodaje do tego wcześniej wspomniane nazwiska Solecki i Pasikowski. Gajl traktuje herb Soleckiego jako inny, podobny do Uliny, zaś Pasikowskiemu przypisuje wyłącznie herb Roch III. Jest to opinia pochodząca pierwotnie od Wiktora Wittyga, opinię tę zna Szymański, ale mimo to określa herb Pasikowskiego jako Ulinę, ignorując brak krzyża na majuskule. 
Słownik Historyczno-Geograficzny Ziem Polskich w Średniowieczu Instytutu Historii Polski PAN wymienia przy miejscowości Ilkowice Stanisława Obrzut h. Ulina.